# Ceratosauri
Ceratosauri (Ceratosauria) su teropodni dinosauri koji se definiraju kao svi teropodi srodniji Ceratosaurusu nego pticama. Trenutno ne postoji konsenzus u popisivanju vrsta ili glavnim osobinama Ceratosauria, osim što su bili primitivniji od svojih raznolikih srodnika, tetanura. Prema najnovijoj i najviše prihvaćenoj teoriji, u ceratosaure spadaju teropodi Ceratosaurus, Elaphrosaurus i Abelisaurus iz kasne jure do kasne krede; uglavnom su nastanjivali južnu hemisferu. U početku, u ceratosaure su spadali gore navedeni dinosauri i Coelophysoidea i Dilophosauridae (kasni trijas-rana jura), što je ukazivalo na mnogo raniju divergenciju ceratosaura od ostalih teropoda. Međutim, nedavna istraživanja su pokazala da celofisoidi i dilofosauridi ne formiraju kladus s ostalim ceratosaurima, pa se ne uključuju u ovu grupu.

## Klasifikacija

### Taksonomija
- Infrared Ceratosauria
  - Berberosaurus
  - Deltadromeus
  - Elaphrosaurus
  - Limusaurus
  -  ?Lukousaurus
  - Spinostropheus
  - Porodica Ceratosauridae
    - Ceratosaurus
    - Genyodectes

  - Porodica Bahariasauridae
    - Bahariasaurus

  - Natporodica Abelisauroidea

### Filogenija
Sljedeći kladogram slijedi analizu koju su 2009. godine proveli Xu Xing i kolege.
|  | Limusaurus    |
|  |               |
|  | Elaphrosaurus |
|  |               |

|                | Ceratosaurus                                                  |
|                |                                                               |
| Abelisauroidea | \| \| Noasauridae \| \| \| \| \| \| Abelisauridae \| \| \| \| |
|                | \| \| Noasauridae \| \| \| \| \| \| Abelisauridae \| \| \| \| |
|                | Noasauridae                                                   |
|                |                                                               |
|                | Abelisauridae                                                 |
|                |                                                               |

|  | Noasauridae   |
|  |               |
|  | Abelisauridae |
|  |               |

|  | Limusaurus    |
|  |               |
|  | Elaphrosaurus |
|  |               |

|                | Ceratosaurus                                                  |
|                |                                                               |
| Abelisauroidea | \| \| Noasauridae \| \| \| \| \| \| Abelisauridae \| \| \| \| |
|                | \| \| Noasauridae \| \| \| \| \| \| Abelisauridae \| \| \| \| |
|                | Noasauridae                                                   |
|                |                                                               |
|                | Abelisauridae                                                 |
|                |                                                               |

|  | Noasauridae   |
|  |               |
|  | Abelisauridae |
|  |               |

## Vanjske poveznice
- Ceratosauria na DinoData